# Loris Kessel
Loris Kessel, född 1 april 1950 i Lugano, Ticino, död 15 maj 2010 i Montagnola, Ticino, var en schweizisk racerförare. Han drev racingteamet Kessel Racing.

## Racingkarriär
Kessel, som tävlat i racing i täckta bilar, fick möjlighet genom sponsring från urtillverkaren Tissot att köra i formel 1 några lopp för RAM säsongen 1976. Han kvalificerade sig till tre lopp och kom i mål i ett, loppet i Belgien 1976, där han kom tolva. Säsongen efter fick Kessel köra för Apollon i Italiens Grand Prix 1977. Kessel kraschade dock under kvalificeringen och det innebar slutet på hans F1-karriär.

## F1-karriär
| Säsong | Stall/Tillverkare  | Poäng | Placering |
| ------ | ------------------ | ----- | --------- |
| 1976   | RAM (Brabham-Ford) | 0     | –         |
| 1977   | Apollon-Ford       | 0     | –         |